# John Hinckley Jr.
John Warnock Hinckley Jr. (Ardmore, Oklahoma, 29 de mayo de 1955) es un ciudadano estadounidense conocido por intentar matar al entonces presidente de los Estados Unidos, Ronald Reagan, el 30 de marzo de 1981 en Washington D. C.

## Intento de asesinato de Ronald Reagan
El atentado lo realizó, según sus declaraciones, con el único propósito de impresionar a Jodie Foster.
El presidente quedó gravemente herido tras recibir un balazo en la axila izquierda que luego siguió hasta parar a 2,5 centímetros del corazón. Casi a punto de morir, fue hospitalizado y lograron extraer la bala mediante cirugía. Hinckley fue declarado no culpable por motivos psicológicos y ha permanecido bajo supervisión médica en un centro psiquiátrico desde entonces. Su número de la Agencia Federal de Prisiones es el 00137-177.
Considerando que ya no constituye una amenaza para los otros, un tribunal federal ordenó su liberación, sin medidas de restricción, en agosto de 2016.